# Cassania
Cassania là một chi bướm đêm thuộc họ Noctuidae.